# 柿崎明人
柿崎 明人（かきざき あきと、1947年 - ） は、日本の物理学者。東京大学名誉教授。学校法人筑波研究学園理事長、筑波研究学園専門学校校長。

## 人物・経歴
秋田県大仙市生まれ。1966年秋田県立秋田高等学校卒業。1970年東北大学理学部物理学科卒業。1975年東北大学大学院理学研究科博士課程修了、理学博士。
1976年宮城教育大学理科教育研究施設助手。1979年筑波大学物質工学系講師。1985年東京大学物性研究所助教授。1997年高エネルギー加速器研究機構物質構造科学研究所教授。2000年日本放射光学会評議員。2001年東京大学物性研究所教授。  2006年島津賞受賞。
東京大学物性研究所軌道放射物性研究施設長を経て、2012年から東京大学名誉教授、筑波研究学園専門学校校長。2013年VUV・SX高輝度光源利用者懇談会総会議長。2017年、学校法人筑波研究学園理事長に就任。また、2016年から2021年までは成田つくば航空専門学校校長を務めた。